# اتا قیفاووس
جزئیاتجرم۱.۳ M☉ شعاع۵-۶ R☉درخشندگی۷.۶ L☉سن≈۳x۱۰۹ سال
اتا قیفاووس یک ستاره است که در صورت فلکی قیفاووس قرار دارد. این صورت فلکی و این ستاره را می توان در تمام سال مشاهده کرد . این ستاره به ستاره ی قطبی نزدیک است.